# Russische Freiwillige Flotte

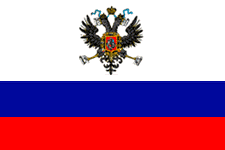
Die erste Kontorflagge der Reederei

Die Russische Freiwillige Flotte (russisch Добровольный флот, Доброфлот, Dobrowolnyi Flot, kurz Dobroflot) war eine Reederei und bestand von 1878 bis 1925. Sie wurde während des Russisch-Osmanischen Krieges ins Leben gerufen, um Handelsschiffe für den Fernostdienst zu betreiben, die im Kriegseinsatz auch als Hilfskreuzer, Truppentransporter und Lazarettschiffe einsetzbar waren.

## Geschichte

### Vorgeschichte
Die Wurzeln der Reederei reichen bis zum Krimkrieg zurück, nach dessen Ende auf Anweisung von Zar Alexander II. die Russische Gesellschaft für Dampfschifffahrt und Handel (russisch Русское общество пароходства и торговли (РОПиТ) – kurz ROPiT) gegründet wurde. Sie sollte den russischen Seehandel fördern und dessen Verschiffung unter russische Flagge bringen. Die Gesellschaft brachte den größten Teil des Handels auf dem Schwarzen Meer unter ihre Kontrolle, bewirkte aber wenig im Überseehandel und in der wachsenden Tankschifffahrt vom Kaukasus. Mit der Gründung Wladiwostoks und der Eröffnung des Suezkanals erwuchs zudem ein dringender Transportbedarf nach Fernost, den die ROPiT trotz langwieriger Verhandlungen mit der Regierung nicht in Angriff nehmen wollte.

### Gründung und Aufbau

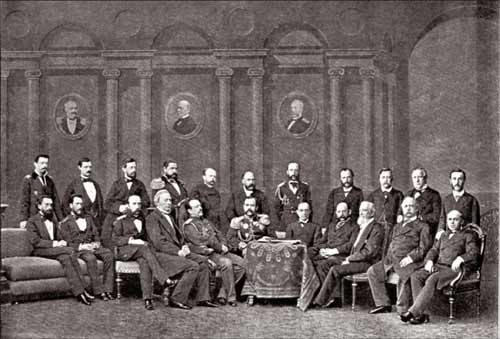
Gründungskomitee der Dobroflot

Mit dem Beginn des Russisch-Osmanischen Krieges bereiteten die Berater des Zaren ein Dekret zur Bildung eines durch freiwillige Spenden gespeisten Fonds vor, das am 10. April 1878 unterzeichnet wurde. Die Spendenaktion erbrachte zunächst 3,5 Millionen Goldrubel, mit denen man im Sommer desselben Jahres die drei zur Hammonia-Klasse zählenden HAPAG-Dampfer Hammonia, Holsatia und Thuringia erwarb. Die Schiffe trafen am 16. Juni in Kronstadt ein und wurden dort in Moskwa, Rossija und St. Petersburg umbenannt. Kurz darauf folgte die ebenfalls von der Hamburg-Amerika-Linie erworbene Saxonia, die in Nishni Nowgorod umbenannt wurde. Keines der vier Schiffe konnte noch Einfluss auf den schon im Juli des Jahres beendeten russisch-türkischen Konflikt nehmen. Stattdessen wurden die Schiffe zur Repatriierung der Kaukasusarmee verwendet, bevor man sie überholte und mit ihnen ab 1879 den Liniendienst nach Fernost aufbaute. Bereits 1880 hatte sich die Bezeichnung der Reederei als Freiwillige Flotte aufgrund der Freiwilligkeit der Spenden etabliert. In den folgenden Jahren bis zur Jahrhundertwende nahm die Reederei eine rasche Aufwärtsentwicklung. Die zahlreichen Neubauten wurden zum größten Teil in Großbritannien geordert.

### Jahrhundertwende und Russisch-Japanischer Krieg

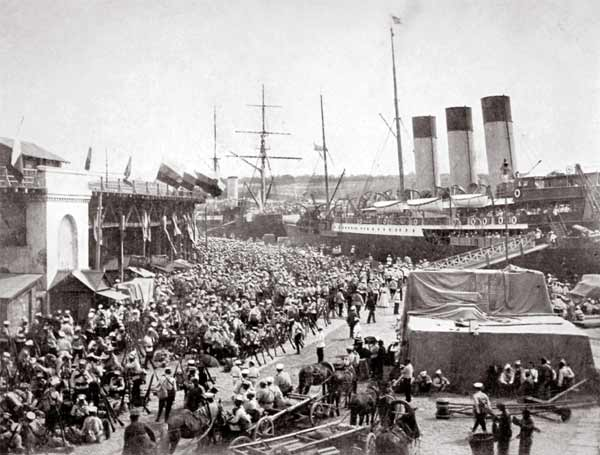
Abfahrt der Kherson um die Jahrhundertwende

Die Eröffnung der Transsibirischen Eisenbahn, mit der Truppen und Versorgungsgüter erheblich schneller befördert werden konnten, brachte ab dem Jahr 1902 den ersten Rückschlag der Reedereientwicklung, der durch verstärkte Konkurrenz britischer Reedereien verstärkt wurde. Der Beginn des Russisch-Japanischen Krieges im Februar 1904 änderte die Ausgangssituation der Reederei grundlegend – nun wurden die Schiffe erstmals ihrer zweiten Bestimmung als Hilfskreuzer zugeführt. Da alle russischen Hilfsschiffe unter Kriegsflagge nach Flüssen benannt wurden, änderten sich auch die Schiffsnamen der Freiwilligen Flotte, die zuvor alle Städtenamen trugen. Das größte Schiff der Flotte, die 1898 in England erbaute Moskwa, die man in Angara umbenannt hatte, wurde nach Port Arthur beordert und dort versenkt. Zwei Schiffe der Freiwilligen Flotte hielten auf der Suche nach japanischer Konterbande drei britische und drei deutsche Schiffe am Ausgang des Roten Meeres an, woraufhin die britische Presse empört reagierte und der deutsche Kaiser in einem Brief an den Zaren protestierte. Die benannten Schiffe wurden daher noch im August 1904 wieder an die Reederei zurückgeliefert. Andere als Hilfskreuzer eingesetzte Schiffe der Dobroflot gaben ihre Einsätze aufgrund von Bunkerkohlen- und Reparaturmangel auf, wurden interniert oder vom Gegner vereinnahmt. Der Hilfskreuzer Ural, der ehemalige deutsche Schnelldampfer Kaiserin Maria Theresia (ex Spree), wurde am 27. Mai 1905 in der Seeschlacht bei Tsushima versenkt.
Der Marineautor Frederick T. Jane zog in der zweiten Auflage seines erstmals 1904 erschienenen Bestsellers The Imperial Russian Navy, its past, present and future ein vernichtendes Fazit der militärischen Qualität der Freiwilligen Flotte. (Zitat: „There is no Russian ‚Bogey‘ that is quite so really harmless as the Volunteer Fleet“ – auf Deutsch etwa: „Es gibt kein russisches Schreckgespenst, das harmloser ist als die Freiwillige Flotte“).
Nach Kriegsende ging die Reederei zügig den Wiederaufbau ihres Liniendienstes mit den verbleibenden Schiffen an. Ab 1906 versuchte die Reederei einen Transatlantikdienst aufzubauen, um am Auswanderergeschäft teilnehmen zu können, was aber misslang und 1908 wieder aufgegeben wurde. Vor Beginn des Ersten Weltkriegs bestellte Dobroflot sechs neue Dampfer für ihren Fernostdienst bei der Newski-Werft.

### Erster Weltkrieg und Auflösung

Dobroflot-Stander aus den 1920er Jahren

Bei Beginn des Ersten Weltkriegs verfügte die Reederei über 45 Schiffe. Die Revolution und Lenins Dekret zur Verstaatlichung der Handelsflotte vom 26. Januar 1918 hatte die ersatzlose Enteignung aller russischen Reedereien zur Folge – nur die Freiwillige Flotte wurde als praktisch schon staatliche Reederei übernommen. Am 18. Juli 1924 wurde die Sowjetische Handelsflotte (Sovtorgflot) gegründet, der die Dobroflot ohne formelle Auflösung mit allen Schiffen und Liegenschaften zugeordnet wurde.